# Valdemar Christiansen
Valdemar Christiansen (født 8. august 1888, død 22. november 1976[kilde mangler]) også kaldet Møbel Valde, var en dansk boksepromotor, der arrangerede boksestævner i Danmark i mere end tredive år. 
Valdemar Christiansen begyndte at arrangere boksestævner i Danmark i 1920'erne. De første stævner blev afviklet i Lørups Ridehus og i Forum i København. Valdemar Christiansen fik i 1923 Knud Larsen i sin stald og opbyggede hurtigt en blomstrende forretning med Larsen som det store trækplaster.
Valdemar Christiansens forretning blev efter krigen presset af kollegaen Bernhard Madsen, og flere af Valdemar Chrstiansens boksere, bl.a. "Gentleman" Chris Christensen og Jørgen Johansen, fik deres kampe arrangeret af Madsen. Der opstod dog en række uenigheder mellem Madsen og Gentleman Chris og Jørgen Johansen, hvorfor bokserne herefter selv besluttede at afvikle stævnerne med Valdemar Christiansens licens.
Sidste stævne arrangeret af Valdemar Chrstiansen under dennes licens blev afviklet den 19. marts 1954 i KB-Hallen, hvor hovedkampen stod mellem Jørgen Johansen og franskmanden Carrara. Kampen blev også Jørgen Johansens sidste. 
Efter Valdemar Christiansens ophør som promotor, blev Jørgen Johansen aktiv som promotor i et samarbejde med Thorkild Palle og sønnen Mogens. 

## Eksterne links
- Liste over arrangerede stævner efter krigen Arkiveret 29. oktober 2013 hos  Wayback Machine på Boxrec.com. Listen medtager ikke stævner før afslutningen af 2. verdenskrig.